# Leppneeme
Leppneeme est un village de la commune de Viimsi du comté de Harju en Estonie. Au 31 décembre 2011, il compte 464 habitants.